# اس‌اف‌پی

یک ماژول استاندارد اس‌اف‌پی مورد استفاده در یک سیستم اس‌دی‌اچ، طول موج ۱۳۰۰ نانومتر

ترانسیور اس‌اف‌پی (small form-factor pluggable) عبارت است از واحد فرستنده-گیرنده (ترانسیور) قابل نصب داغ که معمولاً به عنوان رابط ورودی در سیستم‌های مخابراتی نسل جدید (NGN) و نوری امروزی استفاده می‌شوند.
مطابق استاندارد، ماژول‌های ۱۳۰۰ و ۱۵۰۰ نانومتری نوری (لیزری) در سامانه‌هایی نظیر اس‌دی‌اچ مورد استفاده قرار می‌گیرند.
اس‌اف‌پی‌ها معمولاً دارای سوکت خاصی روی بُرد میزبان هستند که شامل نگهدارندهٔ فیزیکی و اتصال‌های سیگنالی است. برخی اس‌اف‌پی‌ها کنترل سیگنال و برخی آلارم هم دارند.
ماژول SFP به‌طور کلی یک ماژول تبدیل سیگنال دیجیتال به سیگنال‌های نوری بوده که کاربردهای متعددی دارد.
برای انتخاب نوع ماژول SFP در تجهیزات باید به این موارد توجه کرد:
1. نوع ارتباط
2. پهنای باند
3. نوع اتصال